# Венако (сир)
Венако (фр. Venaco) — французький напівм'який сир, що виготовляється з овечого молока, іноді з додаванням козячого. Назва сиру походить від кантону Венако, розташованого в центрі острова Корсика.
Виробляють у формі прямокутних блоків, з випуклими сторонами, висота головки 3–5 см, вага 400–500 г. Зверху головка покрита скоринкою солом'яно-оранжевого кольору. Найсприятливіший період для виробництва сиру — весняно-осінній період. Дозріває 1–2 тижні. 
Текстура сиру еластична, м'якоть м'яка, кольору слонової кістки. 
Сир венако використовують для приготування випічки, також більш зрілий сир натирають для макаронних страв і супів.
Вина, що подаються до сиру венако: Vin de Corse червоне, Pinot noir, Côte d'auvergne червоне, Sancerre червоне.